# Waraikú
El waraikú (araikú) és una llengua extingida de la família arawak, poc testificada i sense classificar que fou parlada al Brasil, entre el riu Jutaí i el riu Solimões. Tant Kaufman (1994) com Aikhenvald (1999) la deixen sense classificar dins de les llengües arawak de l'Alt Amazones.